# Iglesia de San Felipe Neri (Barcelona)
La iglesia de San Felipe Neri (en catalán: església de Sant Felip Neri) es una iglesia de estilo barroco situada en la plaza de San Felipe Neri, en el Barrio Gótico de Barcelona, España. Se construyó entre 1721 y 1752. Tiene un convento anexo que perteneció a la Congregación de Clérigos Seculares del Oratorio.

## Historia
La iglesia de San Felipe Neri nació como dependencia del convento de los "felipones", que se establecieron en el lugar en 1673. La iglesia, uno de los pocos edificios barceloneses de estilo barroco, se construyó entre 1721 y 1752, siendo obra del arquitecto español Pere Bertran, con la ayuda del constructor Salvador Ausich i Font y contando con la decoración escultórica de Pere Costa y Carles Grau.
El 30 de enero de 1938, durante la guerra civil española fue escenario de un intenso bombardeo por parte de la aviación franquista, que dejó únicamente en pie la fachada y parte de la estructura de la iglesia. Como consecuencia, hubo 42 víctimas mortales, en su mayoría niños que eran alumnos de la escuela San Felipe Neri, al hundirse el techo del sótano donde se habían refugiado. Actualmente pueden percibirse con claridad los impactos de metralla del bombardeo en la parte baja de la fachada de la iglesia.
Una leyenda urbana atribuye la mayoría de estos impactos a los fusilamientos habidos en esa plaza por parte de las fuerzas profranquistas cuando éstos tomaron la ciudad, no a la metralla, pero no es cierto, pues en fotografías tomadas después del bombardeo ya puede apreciarse la fachada tal y como está en la actualidad.

## Edificio
La iglesia tiene planta contrarreformista, con una nave y capillas laterales con un antepasadizo que permite el recorrido por las capillas sin incidir en la zona de culto, siguiendo una tipología característica de la arquitectura religiosa tardobarroca catalana, como se puede apreciar también en la basílica de la Merced. Tiene crucero cubierto con cúpula y un ábside semicircular.
Su fachada, inspirada en la de la capilla de la Ciudadela, está rematada por un amplio semicírculo, resultando más esbelta y dinámica por su mayor altura y por la unión en curva de la calle principal con las laterales. El acceso, adintelado, está flanqueado por pilastras cajeadas y coronado por una cornisa recta, que en su centro se curva para albergar un escudo. Sobre el acceso principal se sitúa un segundo cuerpo con una hornacina con la imagen del santo, enmarcada igualmente con pilastras. Al igual que en la capilla de la Ciudadela, en la parte superior de la fachada se sitúa un amplio óculo para permitir la entrada de la luz al interior del templo. La fachada conserva todavía las cicatrices de los bombardeos de la Guerra Civil.
En la parte posterior del templo, que da a la calle de la Palla, hay dos puertas barrocas y una hornacina con la imagen de San Felipe Neri.
En el interior destacan varios altares barrocos y neoclásicos, como los de San Felipe Neri y San Raimundo de Peñafort realizados por Ignasi Vergara, el de la Adoración de los Reyes, de Salvador Gurri, y el del Nacimiento, de Ramón Amadeu. En época posterior se instalaron unos grandes cuadros de Joan Llimona.